# Gustedt

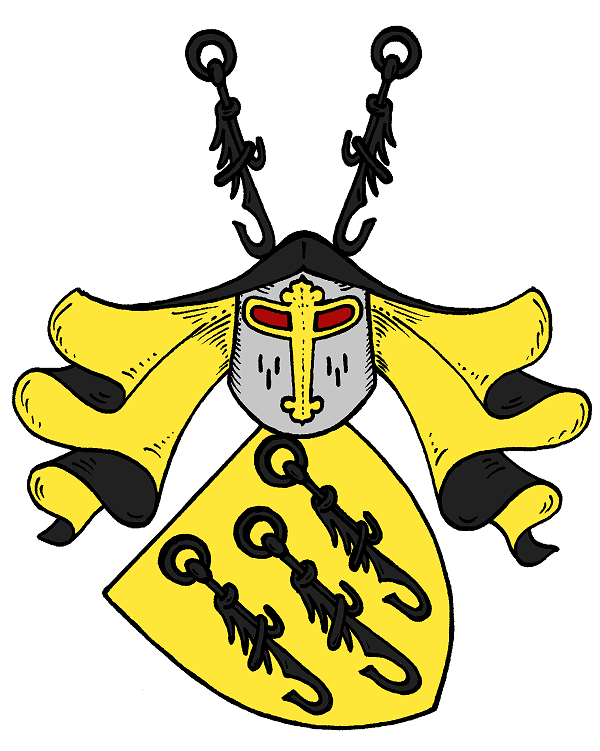
Wappen derer von Gustedt

Gustedt ist der Name eines alten niedersächsischen Adelsgeschlechts mit gleichnamigem Stammhaus (heute Ortsteil der Gemeinde Elbe im Landkreis Wolfenbüttel).

## Geschichte
Das Geschlecht erscheint erstmals urkundlich in den Jahren 1154 und 1169 mit Hermannus de Gustidde, Marschall des Herzogs Heinrich der Löwe (1129–1195). Die direkte Stammreihe begann mit Rasche von Gustedt († um 1411), Gutsherr auf Deersheim, Bexheim und anderen.
Bereits in der Mitte des 13. Jahrhunderts teilte sich die Familie in mehrere Linien. Die erste Linie erwarb Besitzungen in der Gegend um Halberstadt und Oschersleben, eine andere wurde im Herzogtum Lüneburg ansässig, die dritte war im Fürstentum Grubenhagen begütert, und die vierte ging 1391 nach Deersheim im Bistum Halberstadt in die Nähe ihrer Schwanebecker Besitzungen.
Die erstgenannten drei Linien der Familie von Gustedt starben bereits im ausgehenden Mittelalter aus und durch Töchtererbschaft erwarben andere Familien ihre Güter. Lediglich die Dörfer um Schwanebeck gingen auf die überlebende Gustedter Linie (Deersheimer Linie) über. Damit war die Familie von Gustedt 550 Jahre hindurch ununterbrochen bis zur Enteignung durch die Bodenreform 1945 auf dem Gut Deersheim ansässig. Auch gehörte ihr bis 1945 das Gut Berßel.

## Wappen

Wappen Gustedt

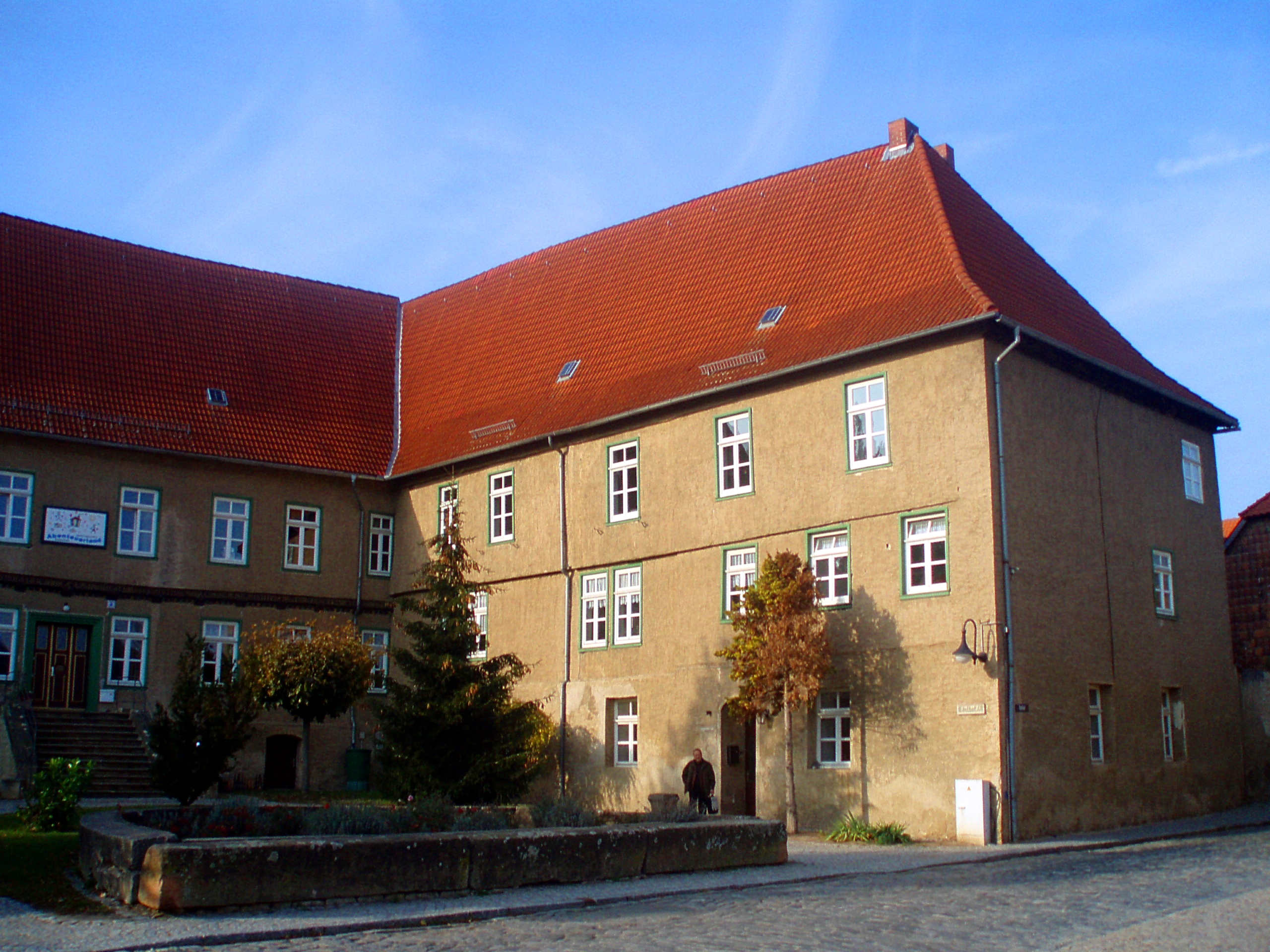
Familiensitz Edelhof Deersheim

Das Wappen zeigt in Gold drei (2:1) schwarze eiserne Kesselhaken. Auf dem Helm mit schwarz-goldenen Decken zwei auswärts gekehrte schwarze Kesselhaken.

## Bekannte Familienmitglieder
- Elisabeth von Gustedt (1885–1978), deutsche Schriftstellerin, Frauenführerin im Dritten Reich und Widerstandskämpferin
- Erich von Gustedt (1849–1928), preußischer Generalmajor
- Ernst von Gustedt (1845–1924), preußischer Generallandschaftsdirektor der Provinz Sachsen
- Gustav von Gustedt (1804–1859), preußischer Landrat des Kreises Halberstadt
- Jenny von Gustedt (1811–1890), geborene Rabe von Pappenheim, Schriftstellerin
- Otto von Gustedt (1839–1905), preußischer Offizier und Flügeladjutant des preußischen Kronprinzen Friedrich Wilhelm
- Werner von Gustedt (1813–1864), preußischer Landrat des Kreises Halberstadt
- Werner von Gustedt-Lablacken (1842–1908), Rittergutsbesitzer und Mitglied des Deutschen Reichstags